# Монторсо Вичентино
Монто̀рсо Вичентѝно (на италиански: Montorso Vicentino; на венециански: Montorso, Монторсо) е малко градче и община в Северна Италия, провинция Виченца, регион Венето. Разположено е на 118 m надморска височина. Населението на общината е 3153 души (към 2015 г.).